# Не звикайте до чудес...
«Не звикайте до чудес...» — кінофільм режисера Євгена Малевського, що вийшов на екрани в 2003 році.

## Зміст
Сповнена іронією мелодрама про давню історію любові, що отримала несподіване продовження через багато років. Про її герої, що намагається вгадувати своє майбутнє і, на власний подив, інколи вгадуємо його.

## Ролі
| Актор             | Роль |
| ----------------- | ---- |
| Олексій Гуськов   | -    |
| Олена Сафонова    | -    |
| Аристарх Ліванов  | -    |
| Олексій Макаров   | -    |
| Марія Голубкіна   | -    |
| В'ячеслав Шалевич | -    |
| Леонід Якубович   | -    |
| Ельвіра Болгова   | -    |
| Ольга Хохлова     | -    |

## Знімальна група
- Режисер — Євген Малевський
- Композитор — Олександр Чайковський